# Claudia Matus
Claudia Matus Cánovas (Temuco, 12 de febrero de 1968) es una académica de la Pontificia Universidad Católica de Chile que investiga en producción de inequidades a través de sistemas de diferenciación (raza, sexualidad, género, clase social, edad, habilidad), producción de conocimiento y valores dominantes asociados.

## Biografía
Realizó sus estudios de pregrado en Filología y Pedagogía en Inglés en la Pontificia Universidad Católica de Chile, titulándose el año 1992. El año 1994, sigue un Diplomado en Educación Ambiental.  El año 1999, obtiene su máster en Educación Científica, mención Currículum en la misma universidad. Posteriormente, el año 2003 obtiene un Ph.D en Educación, con especialidad en implementación de Políticas Públicas, de la Universidad de Illinois en Urbana-Champaign (EE. UU.),defendiendo su tesis titulada El tema importado: complejidades, fragmentaciones y redefiniciones del estudiante internacional en programas de posgrado en universidades de EE. UU, siendo su tutor el profesor Fazal Rizvi.

## Trayectoria académica
En 2003, regresa a Chile e ingresa como académica de la Facultad de Educación de la Pontificia Universidad Católica de Chile, donde actualmente se desempeña como profesora asociada. Es investigadora principal de la línea de inclusión biosociocultural de centro de Justicia Educacional de la misma Universidad. Es miembro de la Red de Investigadoras (RedI) y de la Iniciativa Latinoamericana: Biodiversidad, Cambio Climático y Género.
Ha liderado y participado en múltiples proyectos que buscan comprender cómo se producen las normas que generan la idea de “normalidad” como algo superior a lo “diferente”, procurando explicitar lo político en el mantener estas distinciones, y buscando maneras de cambiar nuestra forma de pensar para intentar avanzar hacia un mundo social más justo. Su investigación busca complejizar las formas tradicionales de investigar, cuestionando el uso de categorías y supuestos que no se cuestionan al momento de trabajar temáticas sobre inequidad y poder. En sus propias palabras:

Mi investigación está orientada a explorar como las subjetividades, representaciones y discursos toman forma en las instituciones educativas y, al mismo tiempo, cómo el poder es asegurado y producido en prácticas cotidianas. En mi trabajo problematizo cómo las diferencias y las normalidades se transforman en propiedades de cuerpos específicos en tiempos y lugares determinados. Metodológicamente, me interesan las perspectivas postrepresentacionales como medio para complejizar las formas tradicionales en las que producimos problemas relacionados con las vidas sociales, culturales, biológicas, económicas y políticas y cómo se sostienen las jerarquías y las relaciones de poder. En particular, me interesa problematizar el vínculo entre investigación científica y diseño de políticas públicas, con el fin de que no parezcan ámbitos separados

Lidera la Plataforma Interdisciplinaria de Investigación Normalidad, Diferencia y Educación (NDE), la cual orienta sus actividades de investigación, formación y capacitación a problematizar la producción de la normalidad (entendida como lo que se da por sentado y es incuestionado), y la diferencia (entendida como déficit) cultural y social. La Plataforma congrega a académicas y académicos de distintas disciplinas e instituciones, y orienta su preocupación hacia las formas en las que las políticas públicas y la investigación, sostienen supuestos que, muchas veces sostienen conocimiento sesgado sobre “la diferencia”.  Así, NDE indaga en cómo los sistemas de diferenciación, tales como: género, etnia, sexualidad, clase social, capacidad, edad, y otras, requieren de una mirada actualizada que se pregunte acerca de cómo se construye el “problema de la diversidad”, asumiendo que aquello que se denomina como “normal” debe ser estigmatizado y puesto en el mismo estatus que la diferencia para avanzar en definiciones que construyan comunidades más democráticas. En otras palabras, dado que la diferencia no puede existir sin su contraparte- lo normal, lo aceptado-, es necesario observar estas dinámicas y relaciones en su conjunto, procurando analizar ambas partes para entender cómo se condicionan mutuamente.

## Publicaciones

#### Libros
- Claudia Matus, ed. (2019). Ethnography and Education Policy (en inglés). Springer Singapore. p. 170. doi:10.1007/978-981-13-8445-5.
- Matus, Claudia (2016). Imagining Time and Space in Universities (en inglés). Palgrave Macmillan New York. p. 212. doi:10.1057/9781137399267.